# Аэрикон
Аэрикон (др.-греч. άερικόν) — дополнительный налог в Византии, введение которого связывают с правлением императора Юстиниана I, остро нуждавшегося в дополнительных источниках пополнения казны. В историографии он известен как «налог на воздух» как бы «упавший с неба». Смысл, назначение и характер взимания аэрикона являются предметом дискуссии. После правления Юстиниана этот сбор утвердился и стал осуществляться на регулярной основе.

## История
Впервые аэрикон упоминается в «Тайной истории» Прокопия Кесарийского (XXI, 1-3):

Стараниями эпарха претория ежегодно в казну доставлялось более тридцати кентинариев в дополнение к общественным податям. Он [Юстиниан] дал этим деньгам название «воздушная подать», подразумевая под этим, я думаю, то, что это не был некий установленный или обычный налог, но что он получал её по какой-то счастливой случайности, словно свалившуюся с неба, хотя правильнее эту затею следовало бы назвать подлостью с его стороны. Прикрываясь как щитом этим названием, те, кто один за другим пребывали в этой должности, со всевозрастающей наглостью грабили подданных.

Из сообщения Прокопия можно заключить, что это был некий дополнительный налог, взимаемый ежегодно. Как отмечает русский византинист Б. А. Панченко, «трудный и загадочный» вопрос о происхождении и сущности аэрикона издавна привлекал внимание историков. Традиционно этимологию слова возводят к греческому слову ἀήρ, «воздух», что само по себе ничего не объясняет. Согласно Панченко, утверждение Прокопия, приписавшего изобретение аэрикона Юстиниану I (527—565) и его префекту претория Иоанну Каппадокийскому, не следует понимать буквально, а следует рассматривать в рамках общей «очернительной» направленности его сочинения. Ф. Дёльгер, вслед за Эрнстом Штайном, связывал «воздух» в данном контексте с расстоянием между постройками в городах, а налог — с законами, его регламентирующими. Близкой позиции придерживалась и 3. В. Удальцова, но она со значительными предостережениями рассматривает «налог на воздух» известный также как «упавший с неба», подчёркивая отсутствие исчерпывающей и заслуживающей доверия информации о его происхождении, характера и методах сбора. Высказывалось предположение о том, что «налог на воздух» состоял из штрафов домовладельцев за постройки, которые были расположены на меньшем расстоянии, чем предусматривалось законодательством — 10—15 шагов. В таком случае у нарушивших предписание было два выхода: уплачивать в казну аэрикон, или же снести нарушающее нормы строение. Г. А. Острогорский полагал, что аэрикон был налогом на двери и окна. В историографии встречаются и иные точки зрения.
Исторические источники свидетельствуют, что после правления Юстиниана этот сбор утвердился и стал осуществляться на регулярной основе. Многочисленные упоминания налога в более поздних источниках до некоторой степени проясняют вопрос: вероятно, он начислялся в какой-то пропорции к основным налогам, и взимался каждый год в деньгах, но, возможно, с IX—X в натуре. Первым упоминанием о том, что аэрикон мог накладываться в качестве наказания за различные преступления содержится в новелле Алексея I Комнина от 1086 года, где право взимать налог было дано епископам и чиновникам (практорам).